# Spinacia oleracea
Lo spinacio (Spinacia oleracea L.) , denominato anche "la spinace" (variante non comune secondo il vocabolario Treccani), è una pianta erbacea della famiglia delle Amaranthaceae.
Originario dell'Asia sudoccidentale, è stato introdotto in Europa attorno al 1000, sebbene sia diventato sempre più importante come alimento solo nel corso del XIX secolo. Di questa pianta si consumano le foglie spesse e verdi sia come ortaggio fresco sia per l'industria conserviera (in Italia per lo più surgelati).
Può essere consumato cotto o crudo e il gusto differisce notevolmente; l'alto contenuto di ossalato può essere ridotto mediante cottura a vapore.
Si pensa che gli spinaci abbiano avuto origine circa 2000 anni fa nell'antica Persia da dove furono introdotti in India e nell'antica Cina attraverso il Nepal nel 647 d.C. come "la verdura persiana".  Nell'827 d.C., i Saraceni introdussero gli spinaci in Sicilia.  Le prime testimonianze scritte di spinaci nel Mediterraneo sono state registrate in tre opere del X secolo: un'opera medica di Abū Bakr Muḥammad ibn Zakariyyā al-Rāzī, e in due trattati di agricoltura, uno di Ibn Waḥshīyah e l'altro di Qusṭus al- RUMI.

## Descrizione

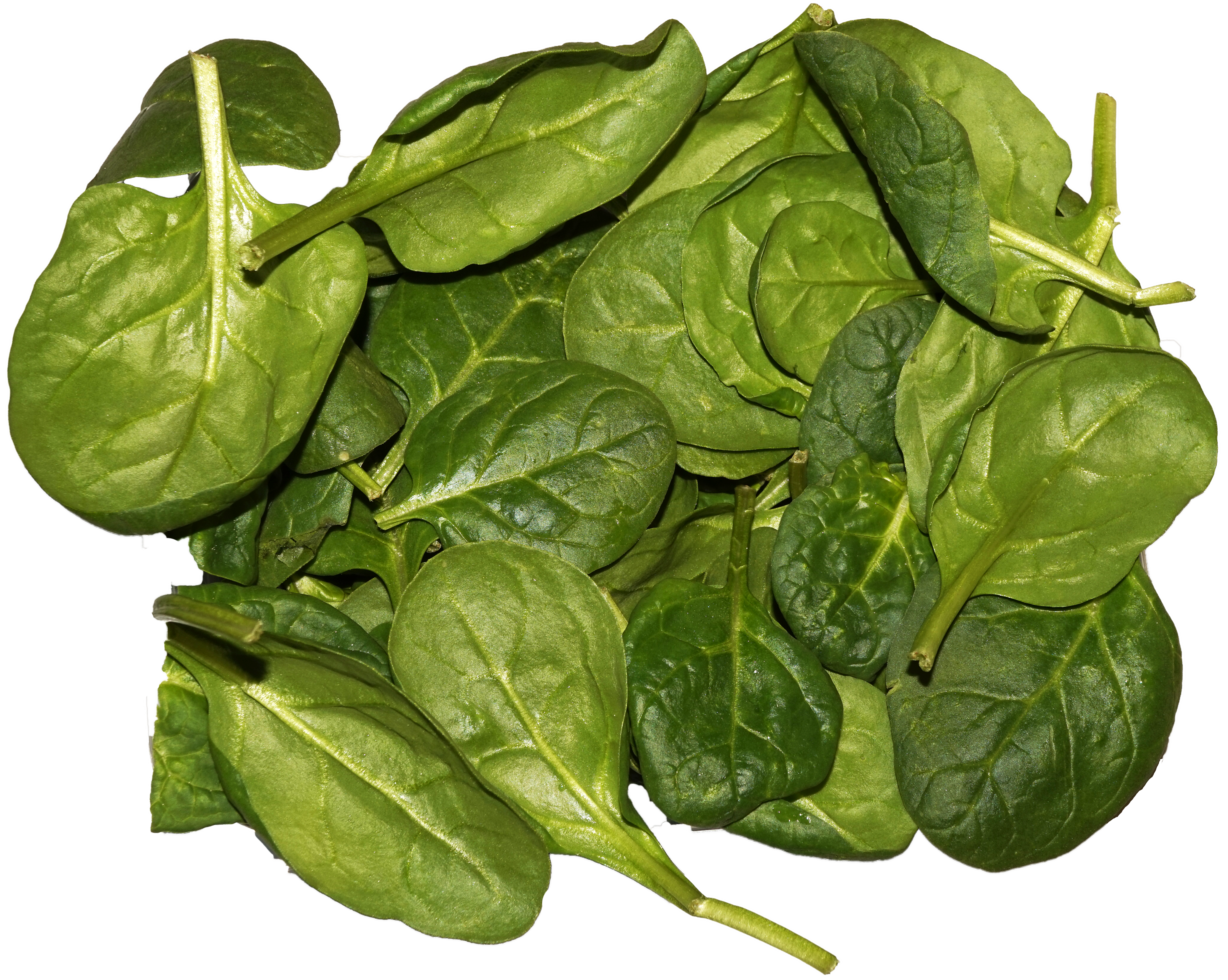
Foglie di spinaci

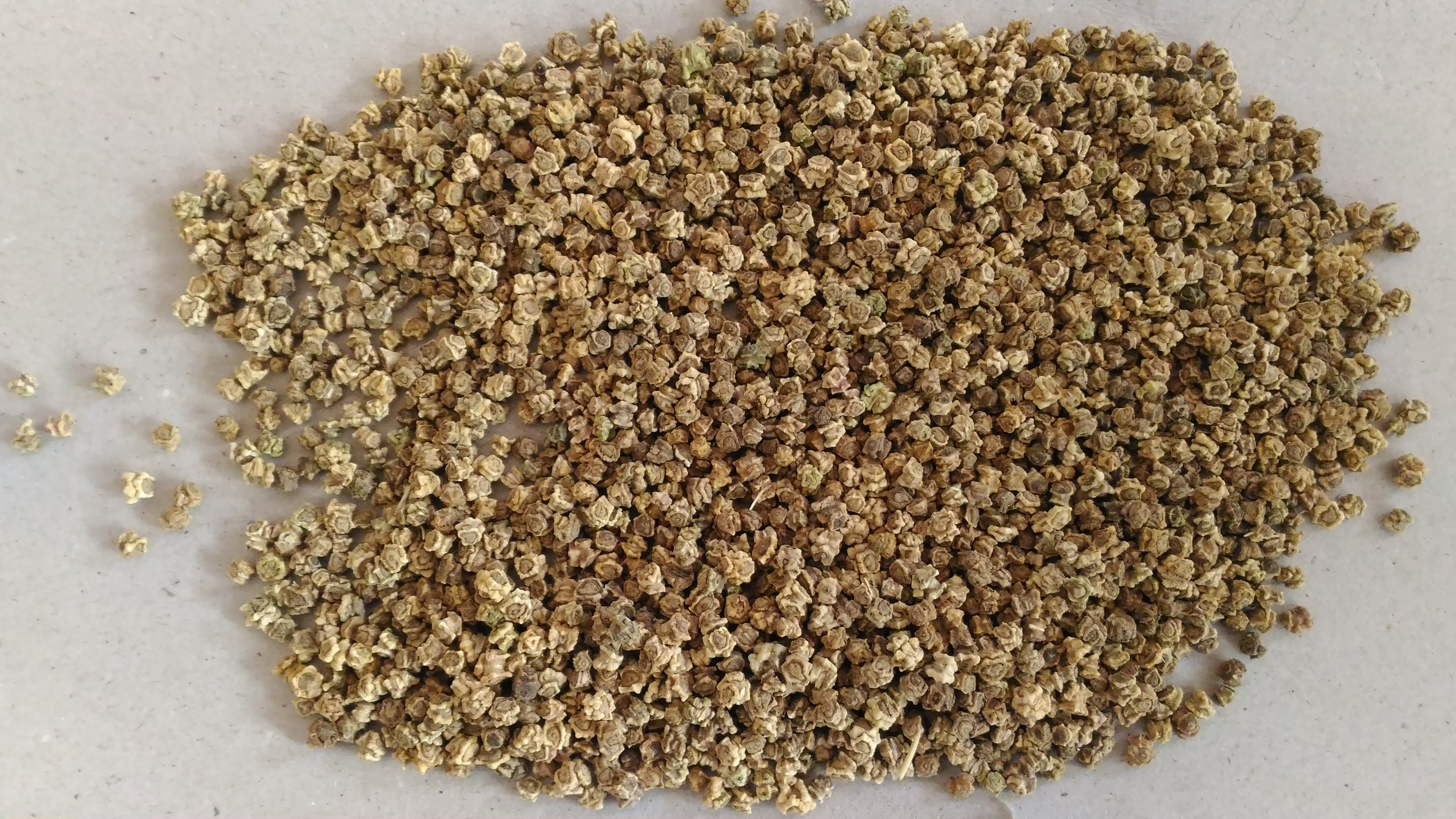
Semi di spinaci

Gli spinaci sono una pianta erbacea annuale. La radice rossastra, raramente bianca, è conica. La superficie delle parti vegetali è solitamente nuda. Lo stelo eretto, da giallastro a verde chiaro, è alto da 50 a 100 cm e ha pochi o nessun ramo.
Le foglie a lungo fusto sono inizialmente a forma di rosetta, successivamente disposte alternativamente sul fusto, fino alla punta dello stelo nelle piante femminili e prevalentemente basali nelle piante maschili. La lamina fogliare piatta, leggermente carnosa, di colore verde chiaro, incurvata tra le nervature, è a forma di ovoide o triangolare, con un margine intero o una coppia di lobi laterali lanceolati, lunghi fino a 12 cm. Le foglie superiori sono più piccole, solitamente intere.
Gli spinaci sono una delle piante a giorno lungo e fioriscono rapidamente da giugno a settembre. Gli spinaci sono dioici. I fiori sono generalmente quadruplici o raramente quintuplici. I fiori maschili sono riuniti in infiorescenze parziali raggruppate mentre i fiori femminili sono riuniti in infiorescenze ascellari raggruppate con una decina di fiori.
Durante la fruttificazione, le brattee allargate, arrotondate, a forma di uovo crescono insieme, si induriscono e racchiudono il frutto appiattito, che ha una dimensione di circa 2-3 mm. I frutti sono lisci o formano appendici simili a corna lunghe fino a 6 mm. Queste appendici possono incastrarsi nel pelo degli animali e contribuire così alla dispersione del frutto. 

## Distribuzione e habitat
Spinacia oleracea è originaria probabilmente dell'Asia centrale, Iran e Pakistan e si è naturalizzata nella regione mediterranea fin dall'antichità. Come pianta vegetale coltivata è diffusa in Europa, Asia e Nord America, ma talvolta la si trova anche allo stato selvatico. Cresce nelle regioni temperate e subtropicali fino a 1550 metri di altitudine.

## Produzione
Nel 2018, la produzione mondiale di spinaci fu di 26,3 milioni di tonnellate, la Cina rappresentava il 90% del totale.
| Paese          | Produzione (milioni di tonnellate) |
| -------------- | ---------------------------------- |
| Cina           | 23,8                               |
| Stati Uniti    | 0,38                               |
| Giappone       | 0,23                               |
| Turchia        | 0,23                               |
| Mondo          | 26,3                               |
| Fonte: FAOSTAT |                                    |

## Usi

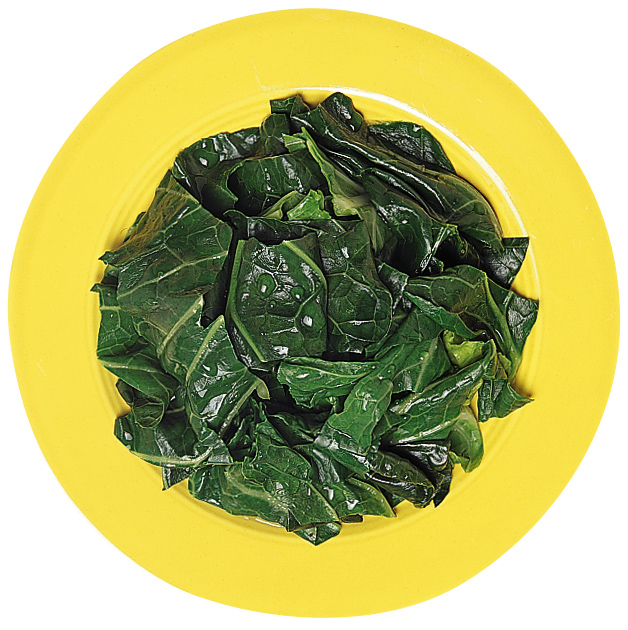
Spinaci sbollentati

Gli spinaci sono una coltura alimentare apprezzata. Le foglie giovani possono essere utilizzate crude come ingrediente per l'insalata. Le foglie vengono più spesso consumate cotte come verdura.
Per ammorbidire il gusto leggermente amaro metallico, un po' astringente e per ridurre il contenuto di nitrati (circa 40-70 %), gli spinaci possono essere sbollentati prima di un'ulteriore preparazione. Durante la sbollentatura, gran parte del nitrato solubile in acqua rimane nell'acqua di cottura, ma vanno perduti anche alcuni altri componenti. Gli spinaci surgelati vengono solitamente sbollentati subito dopo la raccolta.
Il tempo di sbollentamento degli spinaci varia a seconda del paese: 20 secondi è comune nella cucina coreana e giapponese, mentre cinque minuti sono preferiti nella cucina francese.
I semi possono essere consumati anche crudi o cotti. I semi germinati possono essere aggiunti alle insalate come germogli.
Gli spinaci vengono utilizzati per colorare di verde altri alimenti, come la pasta. La clorofilla si ottiene dalle foglie e viene utilizzata come colorante alimentare verde.

## Contenuto di ferro
Gli spinaci sono effettivamente ortaggi con un basso contenuto di ferro, ma è diffusa l'errata convinzione che ne contengano un quantitativo elevato.
L'origine di questa credenza, più volte smentita, avrebbe due possibili fonti anche se diversi autori non concordano e la fanno rientrare nei casi di leggende metropolitane.
La prima è legata ad un errore di battitura su un'etichetta: il chimico tedesco E. von Wolf nel 1870 fu incaricato di valutare la composizione nutrizionale di molti alimenti, compresi gli spinaci. Ottenne un valore di 2,7 mg per 100 g. Dà i suoi risultati al suo segretario per la trascrizione, ma quest'ultimo commette un errore di battitura e posiziona male la virgola, trasformando 2,7 in 27 mg, che attribuisce agli spinaci dieci volte il suo vero contenuto di ferro.
La seconda è una pubblicazione di un altro chimico tedesco, Gustav von Bunge, che nel 1890 trovò 35 mg di ferro per 100 g ma in spinaci essiccati ridotti a polvere.  La verità sul contenuto di ferro degli spinaci fu ristabilita da altri chimici tedeschi nel 1937, ma rimase confidenziale fino a quando T.J. Hamblin riportò questa bufala sul British Medical Journal nel 1981.
Nel 2010, in un articolo pubblicato sull'Internet Journal of Criminology, il criminologo britannico Mike Sutton mostrò che questo presunto errore nei decimali era esso stesso un mito. In effetti, non appare nella letteratura scientifica prima dell'articolo del 1981, e non sono stati i ricercatori tedeschi del XIX secolo a sopravvalutare il contenuto di ferro degli spinaci, ma un team dell'Università di Wisconsin nel 1934, che aveva corretto i suoi dati già nel 1936.
A parità di peso altri vegetali hanno un contenuto di ferro molto più alto: lenticchie (9 mg di ferro ogni 100 g), semi di girasole (8,9 mg), farina di soia (8,4 mg), ceci (6,7 mg/100 g).
Inoltre altre sostanze presenti negli spinaci, quali l'acido fitico e l'acido ossalico, formano col ferro dei composti di coordinazione e pertanto lo rendono meno biodisponibile.
Gli spinaci hanno guadagnato una fama particolare con il personaggio dei fumetti Braccio di Ferro, che acquisisce una forza sovrumana consumando spinaci in scatola.